# Хјалмар Андресен
Хјалмар „Хјален“ Андресен (18. јул 1914 — 22. јун 1982) био је норвешки фудбалски нападач. Играо је за Норвешку на Светском првенству у фудбалу 1938. године. Шест пута је играо за репрезентацију. На клупском нивоу је играо за Сарпсборг. Умро је у јуну 1982. године и сахрањен је у Туну.